# Piercia priscata
Piercia priscata là một loài bướm đêm trong họ Geometridae.